# Острога (деревня)
Острога — деревня в городском округе Кашира Московской области.

## География
Находится в южной части Подмосковья возле автодороги 46К-6011, между реками Большая Смедова и Радонка, на расстоянии приблизительно 24 км на юго-восток по прямой от железнодорожной станции Кашира.

## Топоним
Первоначальное название было Марьино-Острога.

## История
В 1812 году сельцо Острога (Острог) принадлежало помещику Ивану Николаевичу Маслову. В 1833 году владелицей села стала Марья Секретарёва. В то время здесь уже была усадьба с деревянным господским домом и садом, а также деревянная бумажная фабрика.
В середине XIX века сельцо с усадьбой перешло во владение штабс-капитана Петра Михайловича Татаринова. Каменный ансамбль построен предположительно в начале 1860-х годов владельцем села статским советником Иваном Васильевичем Коптевым.
В 1834 году был найден клад самаркандских монет VIII—X веков.
До 2015 года входила в состав сельского поселения Топкановского Каширского района.

## Население
| 2002 | 2010 |
| ---- | ---- |
| 46   | ↘21  |

Постоянное население составляло 46 человек в 2002 году (русские 96 %), 21 в 2010.

## Инфраструктура
К деревне примыкает СНТ «Мечта».

## Достопримечательности
Развалины усадьбы Острога — объект культурного наследия.

## Транспорт
Деревня доступна автотранспортом. Остановки общественного транспорта «Поворот на Острога», «Острога», «Острога-1».